# كورنيليوس إس. هاميلتون
كورنيليوس إس. هاميلتون (بالإنجليزية: Cornelius S. Hamilton)‏ هو صحفي ومحامي وسياسي أمريكي، ولد في 2 يناير 1821 في غراتيوت في الولايات المتحدة، وتوفي في 22 ديسمبر 1867 في ميريزفيل في الولايات المتحدة بسبب إصابة كليلة. حزبياً، نشط في الحزب الجمهوري. وقد انتخب عضو مجلس النواب الأمريكي.